# Baron (motorfiets)
Baron is een Brits historisch merk van motorfietsen.
De bedrijfsnaam was: Baron Cycle Co., Birmingham.
Na de Eerste Wereldoorlog was er net als in de rest van Europa ook in het Verenigd Koninkrijk behoefte aan goedkope vervoermiddelen. Daarom begonnen veel merken al in 1919 toen het verbod op de productie van motorfietsen was opgeheven, motorfietsen te maken. Baron begon echter pas in 1921, toen veel merken al "gevestigd" waren. Daar kwam nog bij dat de Baron motorfietsen niet erg bijzonder waren: ze maakten gebruik van 269cc-Villiers en 292cc-Union-tweetaktmotoren en 346cc-Blackburne-viertaktmotoren. Dit waren zo ongeveer de meest gebruikte inbouwmotoren uit die tijd. De meeste modellen kregen een Albion-tweeversnellingsbak met of zonder koppeling maar met een kickstarter. De lichte modellen werden ook zonder versnellingsbak geleverd.
Baron kon zich niet echt onderscheiden en beëindigde de productie al in 1922.